# Naenaria maxima
Naenaria maxima är en stekelart som först beskrevs av Heinrich 1934.  Naenaria maxima ingår i släktet Naenaria och familjen brokparasitsteklar. Inga underarter finns listade i Catalogue of Life.